# Prince Barrie
Prince Barrie (Freetown, 18 agosto 1997) è un calciatore sierraleonese, attaccante del Bo Rangers e della nazionale sierraleonese.

## Carriera

### Nazionale
Debutta con la nazionale sierraleonese il 15 luglio 2017 in occasione del match di qualificazione per il Campionato delle nazioni africane pareggiato 1-1 contro il Senegal.
Nel 2021 viene convocato per la Coppa delle nazioni africane 2021.

## Statistiche
Statistiche aggiornate al 30 dicembre 2021.

### Cronologia presenze e reti in nazionale
| Cronologia completa delle presenze e delle reti in nazionale ― Sierra Leone | Cronologia completa delle presenze e delle reti in nazionale ― Sierra Leone | Cronologia completa delle presenze e delle reti in nazionale ― Sierra Leone | Cronologia completa delle presenze e delle reti in nazionale ― Sierra Leone | Cronologia completa delle presenze e delle reti in nazionale ― Sierra Leone | Cronologia completa delle presenze e delle reti in nazionale ― Sierra Leone | Cronologia completa delle presenze e delle reti in nazionale ― Sierra Leone | Cronologia completa delle presenze e delle reti in nazionale ― Sierra Leone |
| Data                                                                        | Città                                                                       | In casa                                                                     | Risultato                                                                   | Ospiti                                                                      | Competizione                                                                | Reti                                                                        | Note                                                                        |
| --------------------------------------------------------------------------- | --------------------------------------------------------------------------- | --------------------------------------------------------------------------- | --------------------------------------------------------------------------- | --------------------------------------------------------------------------- | --------------------------------------------------------------------------- | --------------------------------------------------------------------------- | --------------------------------------------------------------------------- |
| 15-7-2017                                                                   | Freetown                                                                    | Sierra Leone                                                                | 1 – 1                                                                       | Senegal                                                                     | Qual. CHAN 2018                                                             | -                                                                           | 69’                                                                         |
| 22-7-2017                                                                   | Dakar                                                                       | Senegal                                                                     | 3 – 1                                                                       | Sierra Leone                                                                | Qual. CHAN 2018                                                             | -                                                                           | 71’                                                                         |
| 17-11-2019                                                                  | Porto-Novo                                                                  | Benin                                                                       | 1 – 0                                                                       | Sierra Leone                                                                | Qual. Coppa d'Africa 2021                                                   | -                                                                           |                                                                             |
| 9-10-2020                                                                   | Nouakchott                                                                  | Mauritania                                                                  | 2 – 1                                                                       | Sierra Leone                                                                | Amichevole                                                                  | -                                                                           |                                                                             |
| 27-3-2021                                                                   | Maseru                                                                      | Lesotho                                                                     | 0 – 0                                                                       | Sierra Leone                                                                | Qual. Coppa d'Africa 2021                                                   | -                                                                           | 80’                                                                         |
| 15-6-2021                                                                   | Conakry                                                                     | Sierra Leone                                                                | 1 – 0                                                                       | Benin                                                                       | Qual. Coppa d'Africa 2021                                                   | -                                                                           | 55’ 66’                                                                     |
| 26-8-2021                                                                   | Bahar Dar                                                                   | Etiopia                                                                     | 0 – 0                                                                       | Sierra Leone                                                                | Amichevole                                                                  | -                                                                           |                                                                             |
| 18-6-2023                                                                   | Monrovia                                                                    | Sierra Leone                                                                | 2 – 3                                                                       | Nigeria                                                                     | Qual. Coppa d'Africa 2023                                                   | -                                                                           |                                                                             |
| Totale                                                                      |                                                                             | Presenze                                                                    | 8                                                                           |                                                                             | Reti                                                                        | 0                                                                           |                                                                             |